# World Atlas of Language Structures
World Atlas of Language Structures (WALS) – baza danych gromadząca informacje na temat struktury języków świata (z perspektywy fonologicznej, gramatycznej i słownikowej), zaczerpnięte z dostępnej dokumentacji lingwistycznej. Projekt opisuje języki świata pod względem ich lokalizacji, pokrewieństwa językowego oraz podstawowych cech typologii lingwistycznej. Pierwsze wydanie bazy danych zostało wprowadzone na rynek przez Oxford University Press i przybrało postać książki z płytą CD-ROM (2005). W kwietniu 2008 ogłoszono wydanie internetowe. Projekt jest utrzymywany przez Instytut Antropologii Ewolucyjnej Maxa Plancka i Max Planck Digital Library. Do jego autorów należą: Martin Haspelmath, Matthew S. Dryer, David Gil i Bernard Comrie.